# Julius Gaidelis
Julius Gaidelis (* 5. April 1909 in Grigiškė (Russisches Kaiserreich, jetzt Rajongemeinde Ignalina, Litauen); † 6. Januar 1983 in Brockton, USA) war ein litauischer Komponist und Dirigent.

## Leben und Werk
Von 1925 bis 1931  studierte Julius Gaidelis  Klavier bei Lidija Dauguvietytė und von 1931 bis 1937 bei Juozas Gruodis Komposition am Konservatorium Kaunas in Kaunas sowie von 1952 bis 1954 am New England Conservatory in Boston bei Carla McKinley Komposition.
Von 1937 bis 1940 lehrte er Musik am Gymnasium Prienai. Von 1940 und 1941 wirkte er als Musiklehrer am 10. Gymnasium Kaunas. Von 1941 bis Lehrer war er an der Musikschule Šiauliai und Leiter der Chöre der Jesuitenkirche und des Kunstzentrums von Kaunas. 1944 ging er nach Deutschland. Er leitete zunächst den litauischen Chor „Darna“ in Memmingen. Er wirkte von 1946 bis 1950 als Organist in Traunstein. 1950 übersiedelte er in die Vereinigten Staaten. Er arbeitete zunächst 10 Monate in einer Eisenwarenfabrik in Hartford, zog dann nach Boston, wo er oben bereits erwähntes Musikstudium  mit einem Master abschloss. Er gründete 1952 in Boston einen Männerchor, den er 1959 in einen gemischten Chor umbildete. Mit diesem Chor trat er USA-weit auf. Mit diesem Chor veröffentlichte er auf dem Dritten US-Canada Lithuanian Song Festival in Chicago eine Langspielplatte mit 17 Chorstücken. Zusätzlich zu diesen Liedern führte der Chor die Kantaten von Gaideli Litauen und Dämonen auf und veröffentlicht sie auf zwei Tonträgern.
Julius Gaidelis schrieb die Oper Dama (Chicago 1969), das Ballett Čičinskas (1941), Orchesterwerke (sechs Symphonien, 1937–1960), die Symphonischen Dichtungen Carnival of the Šatrija Witches und The Legend of Vilnius (1940), Alarm (1945), Jurate (1946) und Kastytis (1947), Kammermusik (vier Streichquartette, 1936–1953) und Vokalwerke (Kantaten).